# Новобарвиновка
Новобарвиновка (каз. Новобарвинов) — упразднённое село в Сарыкольском районе Костанайской области Казахстана. Входило в состав Барвиновского сельского округа. Код КАТО — 396233200. Упразднено в 2019 г.

## Население
В 1999 году население села составляло 229 человек (113 мужчин и 116 женщин). По данным переписи 2009 года, в селе проживали 132 человека (67 мужчин и 65 женщин).